# تاي يونغ هو
تاي يونغ هو (مواليد 25 يوليو 1962) هو سياسي كوري جنوبي ولد في كوريا الشمالية حيث كان يعمل سفير لكوريا الشمالية في لندن حتى أنشق هو وعائلته وأنتقلوا لكوريا الجنوبية في عام 2016، وهو حالياً عضو في الجمعية الوطنية عن حزب سلطة الشعب.